# راترفیلد گریز
راترفیلد گریز (به انگلیسی: Rotherfield Greys) یک روستا و محله مدنی در بریتانیا است که در آکسفوردشر جنوبی واقع شده‌است. راترفیلد گریز ۷٫۷۳ کیلومتر مربع مساحت و ۱٬۶۴۹ نفر جمعیت دارد.